# Viaducto Avellaneda
Viaducto Avellaneda, nombre con el que se conoce popularmente al Viaducto Ingeniero Emigdio Pinasco, es un paso a  desnivel del Bulevar Avellaneda, sobre el patio de maniobras Patio Parada del Ferrocarril General Bartolomé Mitre, en la ciudad de Rosario, Santa Fe, Argentina.

## Historia

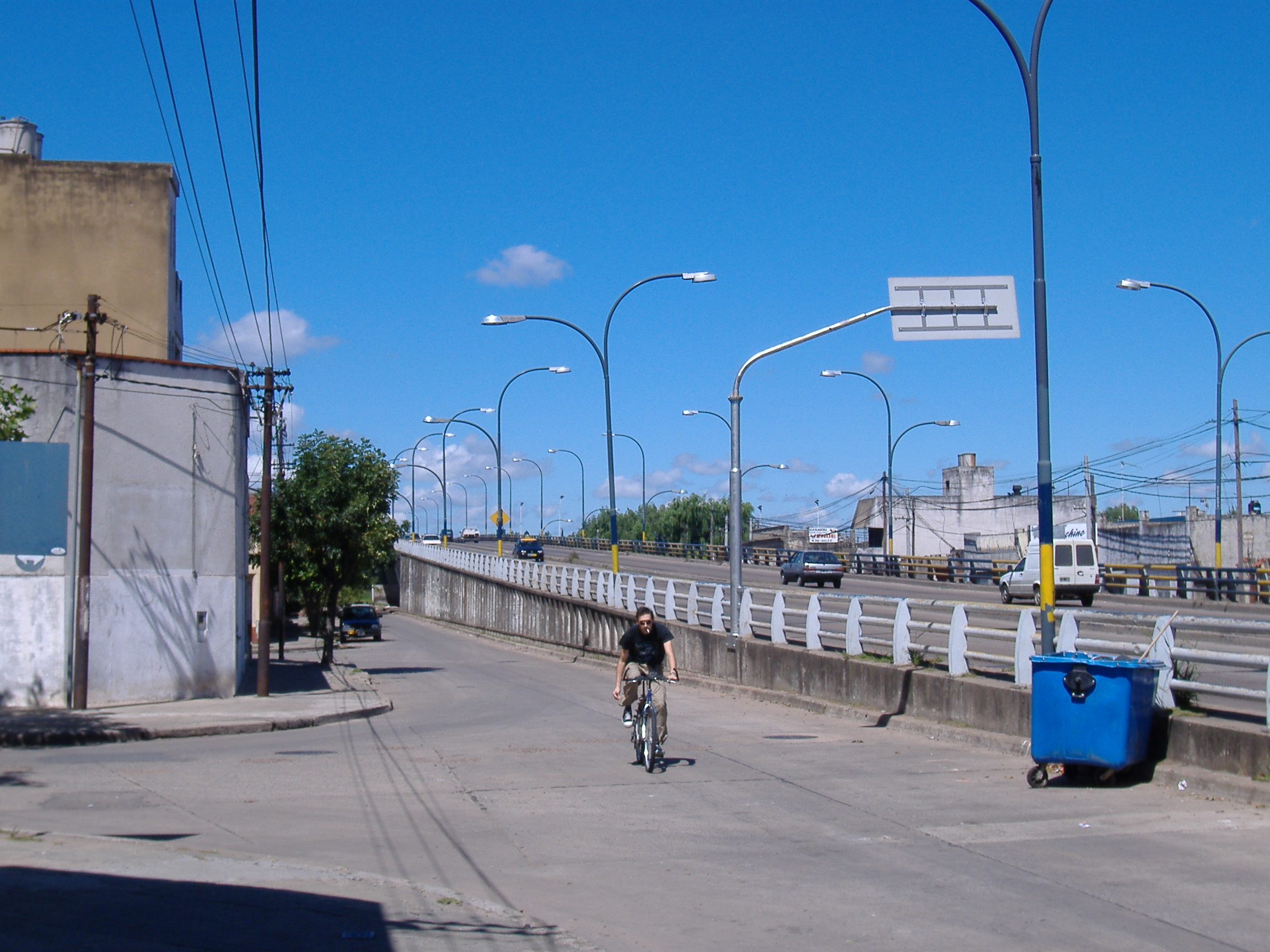
Comienzo del Viaducto Avellaneda desde calle Humberto Primo hacia el sur.

La idea del viaducto surge como necesidad de apertura de calles que unieran la ciudad ante la cada vez mayor cantidad de autos que existían. Hasta mediados del siglo XX, las únicas conexiones entre el centro y el norte de Rosario eran el pasaje Celedonio Escalada y el Cruce Alberdi.
En 1964 surge el primer intento de crear un paso por sobre Bulevar Avellaneda, hasta entonces dividida por las vías del ferrocarril, cuando, el por entonces Gobernador de Santa Fe Aldo Tessio, presentó, dentro de un Plan de Obras, la construcción de un puente sobre nivel en ese sector  sin que el proyecto prosperara.
Tres años más tarde, a través de un acuerdo celebrado el 15 de diciembre de 1967 entre la Municipalidad de Rosario, Ferrocarriles Argentinos y el Gobierno de Santa Fe, se aprobó el proyecto de construcción del viaducto que se finalizó en 1972 con la habilitación del mismo.

## Toponimia
Cuando fue inaugurado recibió el nombre de Viaducto Avellaneda, en mención al nombre de la  avenida sobre la que está construido.
En 1991, a través de la Ordenanza 5224 de dicho año, se le dio el nombre de Ing. Edmigio Pinasco, en recuerdo de quien fuera durante varios períodos Presidente de la Asociación de Ingenieros de Rosario.